# Tobias Blomgren
Tobias Blomgren (* 9. Juli 1992 in Stockholm) ist ein ehemaliger schwedischer Tennisspieler.

## Karriere
In seiner Junior-Karriere konnte Blomgren gute Ergebnisse erzielen. 2009 bei den US Open stand er im Achtelfinale, auch an den anderen drei Grand-Slam-Turnieren nahm er teil. Er stand mit Rang 37 im März 2010 am höchsten in der Junior-Rangliste.
Ab 2010 unternahm er auch erste Versuche auf der Profi-Tour und konnte sich in diesem Jahr erstmals in der Weltrangliste platzieren. 2012 schaffte er sein erstes Finale auf der drittklassigen ITF Future Tour zu erreichen, das er verlor. Bis zum Ende seiner Karriere stand er 2013 im Einzel noch ein weiteres Mal in einem Future-Finale. Seine beste Position hatte er im April 2012 mit Platz 763 erreicht. Seinen einzigen Auftritt auf der ATP Tour bekam Blomgren schon 2010 dank einer Wildcard in Båstad im Doppel. An der Seite von Christian Lindell verlor er in der ersten Runde. Ebenfalls im Doppel gewann er seinen einzigen Profititel – ein Futureturnier im Jahr 2013. Bis Ende seiner aktiven Zeit als Profi 2016 spielte der Schwede nur unregelmäßig und vor allem in Skandinavien ausgetragene Turniere.